# 劉韋廷
劉韋廷（英語：Charlies Liu），台灣律師。畢業於國立中正大學法律學系。台南人，2008年3月創立「立勤律師事務所」，現任「立勤國際法律事務所」主持律師。常接受記者媒體採訪，並參與震震有詞、新聞挖挖哇等節目錄製。自己設立並編輯維基百科條目。

## 參與節目錄影
- 《新聞挖挖哇》（JET綜合台）
- 《震震有詞》（高點電視台）
- 《媽媽好神之俗女家務事》（東森超視）
- 《金頭腦：「最聰明的律師」》（東森超視）
- 《男神女神在身邊》（東森超視）
- 《News金探號 「財富不縮水 傳承超完美計畫」》（非凡電視台）
- 《民視台灣學堂》（民視）
- 《鏡週刊 新聞時事》（鏡週刊）

## 承辦客戶
- 總統國務機要費案、 華航、民視、靖天電視台、台電、全虹、林務局、台灣人壽、華新麗華、台灣菸酒公司、春煇（東光鋼鐵）、永裕鋼鐵等委任律師
- 擔任統一超商、星巴克、博客來、燦星、Nova廣場、蘋果電腦德誼數位、中華民國美容醫學醫學會、沙烏地阿拉伯商務代表處、友善的狗、厚生玻璃、化學、信大工業、友尚、詮欣、萬泰聯運等公司法律顧問

## 著作[8]
| 年份   | 書名             | 出版社       | ISBN               |
| ------ | ---------------- | ------------ | ------------------ |
| 2019年 | 圖說國際私法     | 高點文化出版 | ISBN 9789862690468 |
| 2018年 | 國際私法重點整理 | 高點文化出版 | ISBN 9789862691939 |
| 2018年 | 國際私法         | 高點文化出版 | ISBN 9789862692684 |
| 2018年 | 國際私法一本通   | 來勝出版     | ISBN 9789578330542 |

## 主持
- 《律由經》靖天資訊台、Nice TV 靖天歡樂台每週六、日21:00[9][10][11][12]
- 《急急如律令》[13][14]

## 外部連結
- 立勤法律事務所-劉韋廷主持律師首頁（页面存档备份，存于）
- TVBS 頂尖事務所 - 劉韋廷 （页面存档备份，存于）
- 立勤國際顧問股份有限公司台灣公司資料 （页面存档备份，存于）
- 劉韋廷律師的立勤小學堂的Facebook專頁
- 立勤國際法律事務所的Facebook專頁